# Pseudohydromys musseri
Pseudohydromys musseri  (Flannery, 1989) è un roditore della famiglia dei Muridi endemico della Nuova Guinea.

## Descrizione

### Dimensioni
Roditore di piccole dimensioni, con la lunghezza della testa e del corpo di 108 mm, la lunghezza della coda di 101 mm, la lunghezza del piede di 22 mm, la lunghezza delle orecchie di 13 mm.

### Aspetto
La pelliccia è corta. Le parti superiori sono marrone brillanti, mentre le parti ventrali sono bruno-rossastre. Le orecchie sono grigio scure. Il dorso delle zampe è bianco. La coda è più corta lunga della testa e del corpo, è uniformemente scura con diverse chiazze chiare.

## Biologia

### Comportamento
È una specie terricola.

## Distribuzione e habitat
Questa specie è diffusa sulle Montagne Torricelli, nel versante settentrionale della parte centrale della cordigliera centrale della Nuova Guinea.
Vive nelle foreste muschiose montane a 1.350 metri di altitudine.

## Conservazione
La IUCN Red List, considerato che non ci sono informazioni recenti sull'areale e lo stato della popolazione, classifica P.musseri come specie con dati insufficienti (DD).